# Newe Miwtach
Newe Miwtach (hebr.: נווה מבטח) – moszaw położony w samorządzie regionu Be’er Towijja, w Dystrykcie Południowym, w Izraelu.
Leży w północno-zachodniej części pustyni Negew.

## Historia
Moszaw został założony w 1950 przez imigrantów z Polski.

## Gospodarka
Gospodarka moszawu opiera się na intensywnym rolnictwie.